# Spirostreptus geayi
Spirostreptus geayi är en mångfotingart som beskrevs av Henri W. Brölemann 1898. Spirostreptus geayi ingår i släktet Spirostreptus och familjen Spirostreptidae. Inga underarter finns listade i Catalogue of Life.